# アピタタウン稲沢
アピタタウン稲沢（アピタタウンいなざわ）は、愛知県稲沢市にあるユニー株式会社のショッピングセンターである。ユニー本社に隣接しており、ユニーは同店をアピタの旗艦店と位置付けている。ハートビル法適用建物である。

## 概要
1996年（平成8年）10月4日の開業時には「アピタ稲沢店」として開業し、当時は現在のA館のみだったが、1999年（平成11年）にシネマコンプレックスや娯楽施設の入る新館（C館）を増設し、
2000年（平成12年）6月30日にも大規模な増床を行って家具専門店やホームセンターのユーホーム稲沢店などが入居するB館が増設され、A館・B館・C館の3館で構成される「アピタタウン稲沢」として新装開業した。
店舗に隣接してユニー稲沢本社およびユニーグループ企業本社の建物がある。

## 主な専門店
A館はアピタ稲沢店と専門店街。B館はニトリ（家具）、ダイソーなど。C館はユナイテッド・シネマ稲沢（後述）、ナムコ・ワンダーパークなどがある。
2013年（平成25年）秋から冬にかけて、B館C館テナントの移転を行うなどの中規模改装を行い、2014年（平成26年）4月18日にB館旧ユーホーム跡に、ユニクロ、ヒマラヤスポーツ等を誘致、ユーホームはC館に移転するなどしてリニューアルオープンしている。
2016年（平成28年）7月3日、C館1階にあったユーホーム稲沢店が閉店。閉鎖後の同店はDCMホールディングス傘下のDCMカーマに譲渡され、店舗名を「カーマ稲沢西店」と変更し営業開始。同年8月22日改装オープン。
その他詳細はショップガイドを参照。

### ユナイテッド・シネマ稲沢
ユナイテッド・シネマ稲沢（ユナイテッド・シネマいなざわ、United Cinemas Inazawa）は、アピタタウン稲沢C館2階に所在し、ローソン・ユナイテッドシネマ株式会社が運営するシネマコンプレックス（映画館）。ユナイテッド・シネマとしては愛知県内最初の出店劇場である。
戦前の旧稲沢町には「大正座」という演劇場兼映画館が1913年から1957年まで営業していた。大正座と入れ替わるように、稲沢劇場（1957年）、稲沢東映（1957年）、稲沢大劇（1959年）が相次いでオープンしたが、テレビの普及などもあってか1963年に稲沢大劇、1968年に稲沢東映が閉館。残った稲沢劇場も1972年に閉館しており、以後ユナイテッド・シネマがオープンするまでの27年間は市内に映画館が一つもなかった。
| No.1 | 508 | 7.1×17.0 | THXシアター 補聴器システム |
| No.2 | 397 | 5.0×12.1 | 3Dデジタル                 |
| No.3 | 347 | 4.4×10.6 | 3Dデジタル                 |
| No.4 | 323 | 4.3×10.3 |                            |
| No.5 | 302 | 4.6×11.1 |                            |
| No.6 | 299 | 4.6×11.1 |                            |
| No.7 | 151 | 4.1×7.6  |                            |
| No.8 | 151 | 4.1×7.6  |                            |
| No.9 | 218 | 5.0×11.9 | 3Dデジタル                 |

## 交通

### 交通機関
- 名鉄バス・稲沢市コミュニティバス「アピタ稲沢店」バス停下車。
- 名鉄名古屋本線「国府宮駅」から徒歩で約37分。